# 4393 Dawe
A 4393 Dawe (ideiglenes jelöléssel 1978 VP8) egy kisbolygó a Naprendszerben. Eleanor F. Helin,  Schelte J. Bus fedezte fel 1978. november 7-én.